# Morena Leite
Morena Leite (São Paulo, 30 de junho de 1980) é uma chef de cozinha brasileira reconhecida por misturar técnicas francesas com ingredientes típicos do Brasil e uma das donas e sócias do grupo Capim Santo, que inclui os restaurantes Capim Santo e Santinho e o Instituto Capim Santo.

## Biografia
Morena Leite nasceu no dia 30 de junho de 1980 na cidade de São Paulo. No mesmo ano, mudou-se para Trancoso, levada pelos sonhos de seus pais, onde em 1985, abriram um restaurante, o Capim Santo, que, posteriormente, se tornou uma pousada também. Morena cresceu nesse ambiente e aos poucos foi sendo tomada pelo prazer da cozinha.
Aos 15 anos, foi estudar em Cambridge, na Inglaterra, onde entrou em contato com diversas culturas e foi a partir daí que despertou de vez o seu interesse pela gastronomia. Dois anos mais tarde, foi para Paris, estudar na escola gastronômica mais famosa e renomada do mundo, Le Cordon Bleu, se formando como Chef de Cozinha e Confeitaria, sendo uma das alunas mais jovens a se formar na escola. Segundo ela, lá aprendeu a valorizar a cultura de um país a partir de seus ingredientes locais. Foi a partir daí que nasceu a sua característica culinária: a utilização da técnica francesa com ingredientes brasileiros.
Em 1999, Morena inaugurou a sua filial do restaurante Capim Santo na cidade de São Paulo, no ano seguinte começou a dar aulas no Atelier Gourmand e em 2001 foi convidada a representar o Brasil no “Festival da Cozinha Latino Americana”, em Chicago. Seis anos mais tarde, inaugurou a Escola de Cozinha Sabores e Saberes.
Hoje, além dos restaurantes Capim Santo e Santinho (no Museu da Casa Brasileira, Instituto Tomie Ohtake e Teatro Municipal), comanda um Buffet-Catering e o Instituto Capim Santo (de capacitação gastronômica para jovens de escolas públicas). Escreveu 8 livros de cozinha e, de forma antropológica, mostra que o alimento também nos nutre culturalmente, geograficamente, historicamente, espiritualmente e musicalmente. Participou de inúmeros festivais de cozinha na França, Espanha, Portugal, Itália, Alemanha, Emirados Árabes, África, Estados Unidos e América latina. E em 2016, inaugurou a segunda filial do restaurante Capim Santo, na cidade do Rio de Janeiro.
Em 2017, Morena foi convidada pela francesa Coco Coupérie-Eiffel, dona do Café de L’Homme e bisneta de Gustave Eiffel, o arquiteto responsável pelo projeto da Torre Eiffel, a criar um menu especial, com ingredientes tropicais, para o verão francês.

## Instituto Capim Santo
“
Este pode ser um grande trunfo para o sucesso de uma vida profissional que, desde o início, deve ser pautada pela ética e honestidade. Cada dia e cada atitude ajudam a construir uma página da sua história. Pessoas que estão a sua volta hoje estarão amanhã em diferentes posições e estas podem te abrir ou fechar portas. Por isso, trate todos sempre com carinho e respeito. Procure ser gentil e generoso. Seja claro, pergunte aquilo que não sabe e procure ensinar quem estiver ao seu lado. Seja curioso e esforçado, mas também paciente e humilde. Procure ouvir mais, falar menos, fazer muito. Seja proativo e sempre pontual. Valorize seu trabalho e sempre o considere sagrado. Descubra seu talento e faça tudo o que fizer com amor
(…)Declaração retirada da aula inaugural da chef Morena Leite.”

— {{{2}}}
O Instituto Capim Santo surgiu em 2010, a partir da vontade que Morena tinha de compartilhar seu conhecimento gastronômico e retribuir suas conquistas com a comunidade que a acolheu, capacitando jovens de forma técnica e comportamental para o mercado de trabalho. Em 2012, a chef efetivou o “Instituto Capim Santo” em São Paulo, em parceria com a Escola Municipal Celso Leite, e desde de março do mesmo ano, é curadora e professora do “Instituto André Franco Vive”, também em São Paulo, onde jovens participam do Curso Básico de Capacitação em Técnicas Gastronômicas.
O instituto não tem como objetivo formar novos chefs, mas sim de despertar nesses jovens o interesse pela culinária para que mudem suas realidades e superem obstáculos através da culinária. 

## Livros
1. "Brésil Sons et Saveurs” (“Brasil – Ritmos e Receitas”) – Morena Leite – Editora Boccato, 2006 -  ISBN 8575551094
2. “Capim Santo – Receitas para receber amigos” – Morena Leite – Editora Gaia, 2011 – ISBN 9788575552537
3. “Doce Brasil – Bem Bolado” – Morena Leite e Otávia Sommavilla – Editora Global, 2012 – ISBN 9788575552780
4. “Mistura Morena” – Morena Leite – Editora SENAC SP, 2014 – ISBN 9788539607440
5. “Seleção Brasileira de Gastronomia - 22 Chefs, 22 Ingredientes, 22 Receitas” – Alexandre Forbes – Editora Gaia, 2014 – ISBN 9788575554364
6. “Art In The Kitchen - Brazilian Recipes By Chef Morena Leite” (“Arte Na Cozinha - Receitas Brasileiras da Chef Morena Leite”) – Morena Leite e Romero Britto – Editora Boccato, 2015 – ISBN 9788562247941
7. “Santinho – Comida para compartilhar” – Morena Leite – Editora Boccato, 2016 – ISBN 9788575554609
8. “Tapioca – Histórias e Receitas” – Morena Leite – Editora Nacional, 2017 – ISBN 8504020339
9. “As Chefs” – André Boccato, Cristiano Lopes, Fernanda Meneguetti, Giuliana Bastos e Maria Paula Carvalho Bonilha